# George Litto
George Litto (Philadelphia, Pennsylvania, 1930. december 9. – Los Angeles, Kalifornia, 2019. április 29.) amerikai filmproducer.

## Filmjei
- Tolvajok, mint mi (Thieves Like Us) (1974, executive producer)
- Drive-In (1976, executive producer)
- Megszállottság (Obsession) (1979, producer)
- Over the Edge (1979, producer)
- Gyilkossághoz öltözve (Dressed to Kill) (1980, producer)
- Halál a hídon (Blow Out) (1981, producer)
- Kansas (1988, producer)
- Egy null a halálnak (Night Game) (1989, producer)
- Kereszttaták (The Crew) (2000, executive producer)
- Jimmy 9 Lives (2006, dokumentumfilm, producer)